# 三原台 (堺市)
三原台（みはらだい）は大阪府堺市南区の町丁名。現行行政地名は三原台一丁から三原台四丁。住居表示実施済み。

## 地名の由来
地区内にあった「三田原」という地名から文字をとった。まちびらきは、昭和 46年4月

## 気候
三原台が位置する堺市の気候は瀬戸内式気候に属し、平均気温はおよそ16～17℃と温暖であり、降水量は年間1,000～1,500mm程度で全国的に見ても少ない方である。

## 世帯数と人口
2020年（令和2年）3月31日現在（堺市発表）の世帯数と人口は以下の通りである。
| 丁目       | 世帯数    | 人口     |
| ---------- | --------- | -------- |
| 三原台一丁 | 1,522世帯 | 2,816人  |
| 三原台二丁 | 2,137世帯 | 5,698人  |
| 三原台三丁 | 1,096世帯 | 2,404人  |
| 三原台四丁 | 483世帯   | 1,150人  |
| 計         | 5,238世帯 | 12,068人 |

### 人口の変遷
国勢調査による人口の推移。
| 1995年（平成7年）  | 12,224人 | [ 8 ]  |  |
| 2000年（平成12年） | 11,848人 | [ 9 ]  |  |
| 2005年（平成17年） | 10,812人 | [ 10 ] |  |
| 2010年（平成22年） | 13,304人 | [ 11 ] |  |
| 2015年（平成27年） | 12,654人 | [ 12 ] |  |

### 世帯数の変遷
国勢調査による世帯数の推移。
| 1995年（平成7年）  | 5,894世帯 | [ 8 ]  |  |
| 2000年（平成12年） | 5,344世帯 | [ 9 ]  |  |
| 2005年（平成17年） | 4,381世帯 | [ 10 ] |  |
| 2010年（平成22年） | 5,392世帯 | [ 11 ] |  |
| 2015年（平成27年） | 5,146世帯 | [ 12 ] |  |

## 小・中学校の校区
市立小・中学校に通う場合、校区は以下の通りとなる
| 丁  | 番地 | 小学校             | 中学校             |
| --- | ---- | ------------------ | ------------------ |
| 1丁 | 全域 | 堺市立三原台小学校 | 堺市立三原台中学校 |
| 2丁 | 全域 | 堺市立三原台小学校 | 堺市立三原台中学校 |
| 3丁 | 全域 | 堺市立三原台小学校 | 堺市立三原台中学校 |
| 4丁 | 全域 | 堺市立三原台小学校 | 堺市立三原台中学校 |

## 事業所
2016年（平成28年）現在の経済センサス調査による事業所数と従業員数は以下の通りである。
| 丁目       | 事業所数  | 従業員数 |
| ---------- | --------- | -------- |
| 三原台一丁 | 42事業所  | 567人    |
| 三原台二丁 | 15事業所  | 178人    |
| 三原台三丁 | 28事業所  | 312人    |
| 三原台四丁 | 18事業所  | 293人    |
| 計         | 103事業所 | 1,350人  |

## 施設
- 堺市立三原台小学校
- 堺市立三原台中学校
- 東大谷高等学校
- 泉ヶ丘プール(2023年に近畿大学医学部および付属病院へと変わる予定[16])
- 田園公園

## 交通

### 鉄道
町域内にはなく、南海泉北線泉ケ丘駅が最寄り駅になっている。

### バス
南海バス泉北泉ヶ丘地区線「三原台回り(13系統)」・「高倉台回り(19系統)」

## その他

### 日本郵便
- 郵便番号 : 590-0111[3]（集配局：泉北郵便局[18]）。